# موغجو
موغجو (بالهانغل: 목조، وبالهانجا: 穆祖) أو إي أن سا (이안사 - 李安社) هو الجد الرابع للملك تايجو مؤسس مملكة جوسون.

## حياته
وفقاً لسجلات الملك تايجو فقد كان أن سا ثمرة زواج الجنرال إي يانغ مو بابنة الجنرال إي غانغ جي (이강제)، ولكنها لا تذكر تاريخ ميلاده. تصف السجلاتُ إي أن سا بأنه ذا شخصية عظيمة وأنه شهمٌ وشجاعٌ. عاش إي أن سا في مدينة جونجو في بداية حياته ولكنه انتقل إلى مدينة سامتشوك على الساحل الشرقي للدولة وهي مسقط عائلة والدته وذلك بعد خلافٍ مع المفوض الخاص لقلعة الجبل (산성 별감 - 山城 別監 - سانسونغ بيولغام). تذكر السجلات أن مئة وسبعين عائلة تبعت إي أن سا إلى مدينة سامتشوك وهناك بنى خمسة عشر سفينة لرد هجوم القراصنة اليابانيين، كما أنه صد هجوم المغول من سلالة يوان على المدينة باتخاذه قلعة جبل توتا حصناً له والتي تقع إلى الغرب من مدينة سامتشوك.
لاحقاً تذكر السجلات أن المفوض الخاص لقلعة الجبل أصبحَ المفوض الخاص للمنطقة التي يسكنها أن سا، ولذلك اضطر أن سا إلى الانتقال مرة أخرى وهذه المرة ذهب إلى مدينة ويجو (의주) مع أهله والعوائل التي تبعته إلى مدينة سامتشوك. هناك صدر مرسوم من حكومة مملكة غوريو يقضي بتنصيب أن سا مسؤولاً عن حماية المناطق الشمالية، لكن أن سا استسلم في ظل الضغط المتزايد من سلالة يوان لاحتلال المناطق الشمالية لشبه الجزيرة الكورية. لاقى استسلام أن سا ترحيباً من سلالة يوان ولذلك أقام قائد القوات مأدبة لإي أن سا. غادر أن سا لاحقاً وانتقل بمن معه إلى ألدونغ وذلك في السنة الرابعة والأربعين لحكم الملك غوجونغ (سنة 1254)، وفي السنة التالية قام إمبراطور يوان بتعيين إي أن سا مراقباً مغولياً للضرائب (داروغة).
حكم أن سا المناطق حول ألدونغ، فأقام مراعٍ للماشية والخيول في جزيرة تشاغورا، وفي سنة 1258 عينه قائد قوات يوان قائداً لثمانية زعماء، وفي سنة 1261 أرسل إمبراطور يوان ختماً نحاسياً ليستخدم في منطقة ألدونغ.

## وفاته
توفي إي أن سا في الشهر الثاني عشر من سنة 1274 ودفن في جنوب محافظة كونغجو ولكن رفاته نقل إلى دونغرنغ (덕릉).‏ في الشهر الثاني عشر من سنة 1275 ورث إي هاينغ ري (إغجو: 익조) مناصب والده.

## عائلته
تزوج إي أن سا من ابنة إي غونغ سُك (이공숙) المسؤول عن تقسيم الألف عسكري والمسؤولين عن المراسم. لُقِّبت ابنة إي غونغ سُك باسم الملكة هيوغونغ لاحقاً (효공왕후).‏ أنجبت السيدة إي ستة أبناء هم:
- الأمير أنتشون العظيم (안천대군).
- الأمير أنوون العظيم (안원대군).
- الأمير أنبنغ العظيم (안풍대군).
- إغجو (익조).
- الأمير أنتشانغ العظيم (안창대군).
- الأمير أنهنغ العظيم (안흥대군).

### الإشارات
1. 1 2 3 4 5  The Annals of King T'aejo. Page 2.
2. 1 2 3 4  The Annals of King T'aejo. Page 3.
3. ↑  The Annals of King T'aejo. Page 4.
4. 1 2  The Annals of King T'aejo. Page 5.
5. 1 2 3  The Annals of King T'aejo. Page 5-6.